# مساعدات قطاع غزة (2008-2009)

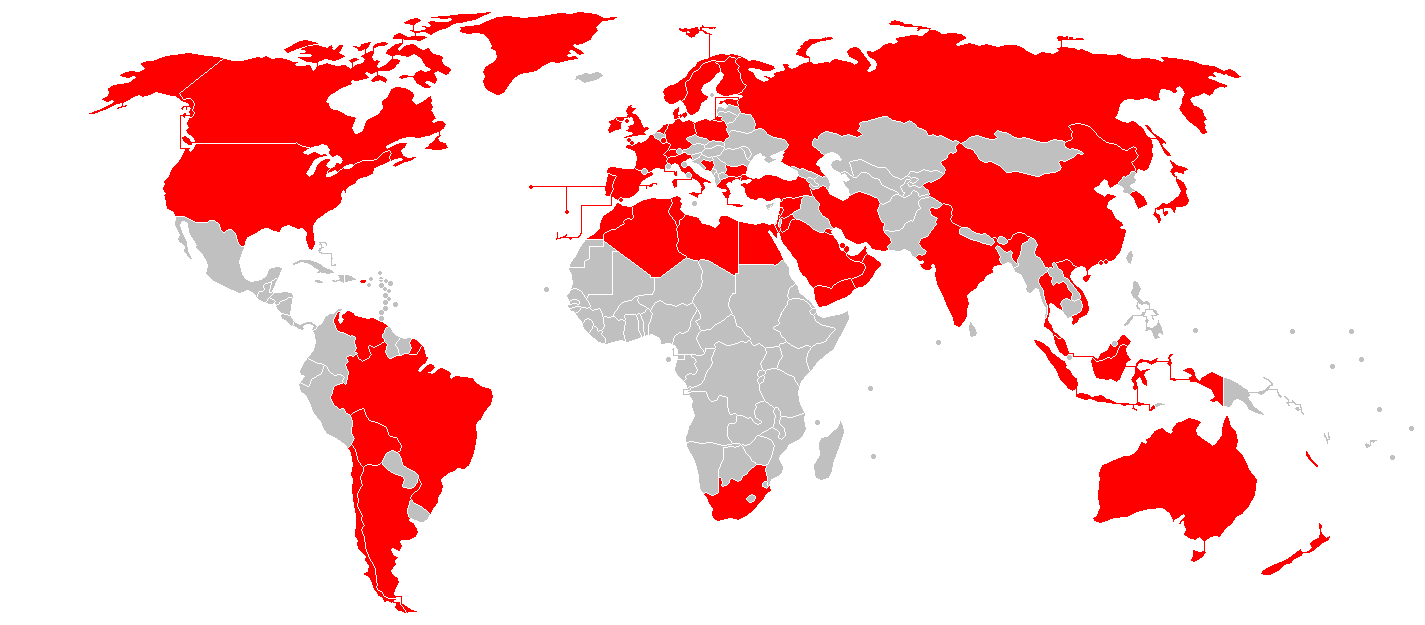
خريطة الدول التي تقدم مساعدات طارئة لغزة في عام 2009.

في أعقاب الصراع بين إسرائيل وغزة 2008-2009، انعقد مؤتمر دولي في 2 مارس 2009 في شرم الشيخ، مصر، حيث تعهدت الدول المانحة والهيئات الدولية بحوالي 4.5 مليار دولار أمريكي للمساعدات الإنسانية ومساعدات إعادة الإعمار لقطاع غزة.
وقد تجاوزت هذه الأموال حماس، وأخذت السلطة الفلسطينية بالتعاون مع مجتمع المانحين زمام المبادرة في تسليم الأموال وتوزيعها. قُدرت الأضرار الناجمة عن الهجوم الإسرائيلي بحوالي 2 مليار دولار ومع ذلك، فقد واجهت عمليات النقل الفعلية للمساعدات صعوبات.

## التعهدات
تعهد المانحون بتقديم 4.481 مليار دولار أمريكي في مؤتمر شرم الشيخ لمساعدة الاقتصاد الفلسطيني وإعادة إعمار قطاع غزة. وكانت أكبر دولة مانحة هي المملكة العربية السعودية بمليار دولار، تليها الولايات المتحدة بمبلغ 900 مليون دولار، وثلثها للمساعدات الإنسانية لقطاع غزة والباقي لمساعدة السلطة الفلسطينية برئاسة محمود عباس. وانتقدت إيران المؤتمر.

## المساعدات
| المساعدون                | قيمة المساعدات (مليون دولار) | ملاحظات ومساعدات أخرى |
| ------------------------ | ---------------------------- | --- |
| الاتحاد الأوروبي         | 4.200                        | المساعدات الإنسانية الطارئة. |
| OIC                      |                              | تضم قافلة المساعدات التابعة لمنظمة المؤتمر الإسلامي 300 طن من الأدوية والمعدّات الطبية والإمدادات الغذائية. |
| الجزائر                  | 200.000                      | أعلن الرئيس عبد العزيز بوتفليقة، في قمة الاقتصاد والتنمية لرؤساء الدول العربية المنعقدة في الكويت أنّ الجزائر ستساهم بما يصل إلى 200 مليون دولار لإعادة إعمار غزة. أعلنت الحكومة أنّ الجزائر سترسل مساعدات طبية. وسيقوم فريق من الأطباء والجراحين بمرافقة المساعدات التي تشمل الإمدادات الطبية. تألّفت المساعدات الإنسانية من 37 طنًا من المواد الغذائية والأدوية وأُرسلت في 18 يناير. |
| الأرجنتين                |                              | كلف وزير الخارجية خورخي تايانا لجنة ذوي الخوذ البيضاء بالتنسيق مع وزارتي الصحة والعمل الاجتماعي، بإرسال مساعدات إنسانية إلى قطاع غزة تتكون من مواد غذائية وأدوية وخيام وأقراص معالجة المياه. أرسلت الأرجنتين أول شحنة من الإسعافات في 16 يناير، تتكون من 4 أطنان من المساعدات الإنسانية. |
| أستراليا                 |                              | قالت رئيسة الوزراء بالإنابة جوليا جيلارد، "كجزء من التزامها بمساعدة الأشخاص المحاصرين في النزاع، ستلتزم الحكومة الأسترالية على الفور بمبلغ 5 ملايين دولار أسترالي كمساعدات إضافية لسكان قطاع غزة وهي على استعداد للنظر في مزيد من المساعدة في المستقبل ". |
| البحرين                  |                              | أرسلت البحرين مُساعدات بقيمة مليون دولار (378000 دينار بحريني) على متن طائرتين. وقد أشرفت المؤسسة الخيرية الملكية على المبادرة. |
| بوليفيا                  |                              | أرسلت بوليفيا مواد غذائية بالتنسيق مع فنزويلا. |
| البوسنة والهرسك          |                              | فرق طبية متخصصة ومستلزمات طبية لقطاع غزة. |
| البرازيل                 |                              | أرسلت الحكومة البرازيلية 14 طنًا من الأدوية والمواد الغذائية. |
| بلغاريا                  |                              | أعلن نائب رئيس الوزراء إيفايلو كالفين أن بلغاريا سترسل مساعدات إنسانية إلى غزة رغم الصعوبات. |
| كندا                     |                              | أعلنت كندا أنها ستقدم 4 ملايين دولار كندي للأمم المتحدة والصليب الأحمر لاستخدامها في المساعدات الإنسانية للأراضي الفلسطينية. قال وزير الخارجية لورانس كانون، إنه سيتم منح 3 ملايين دولار لوكالة غوث وتشغيل اللاجئين (أونروا) وسيذهب المليون المتبقي للصليب الأحمر. |
| تشيلي                    |                              | أرسلت تشيلي 3.5 طن من المواد الطبية كأول شحنة لها. وتألّفت الشحنة الثانية من 24 طنًا من المساعدات ، معظمها من الحليب والبطانيات والحفاضات والأدوية، شُحنت على متن طائرة من طراز بوينج 757-300 إي آر التابعة لسلاح الجو التشيلي إلى عمان. |
| الصين                    |                              | مساعدات إنسانية طارئة للسلطة الوطنية الفلسطينية لشراء المواد المطلوبة بشكل عاجل. |
| الدنمارك                 |                              | ساهمت وزارة التنمية بمبلغ 20 مليون كرونة لضحايا الأزمة. |
| مصر                      |                              | أرسلت وزارة الصحة المصرية 30 حافلة إلى شمال سيناء للمساعدة في نقل الجرحى الفلسطينيين. أمرت مصر عشرات سيارات الإسعاف بالتوجه إلى معبر رفح للمساعدة في إجلاء الجرحى من غزة لتلقي العلاج في مصر. |
| إستونيا                  |                              | أعلنت أنها ستسلم المساعدات عن طريق الأمم المتحدة. |
| فنلندا                   |                              | نقلت المساعدات المقدّمة من فنلندا إلى اللجنة الدولية للصليب الأحمر من خلال الصليب الأحمر الفنلندي. |
| فرنسا                    |                              | قررت فرنسا تقديم مساعدات طارئة بقيمة ثلاثة ملايين يورو "استجابة للوضع الإنساني في غزة، حيث يقوم الجيش الإسرائيلي بعملية كبيرة ضد حركة حماس الإسلامية". وقال المتحدث باسم وزير الخارجية اريك شوفالييه أن مليونًا مخصصًا لمكتب الأمم المتحدة للاجئين الفلسطينيين (اونروا) ومليون لبرنامج الغذاء العالمي ومليون للمنظمات غير الحكومية. |
| ألمانيا                  |                              | مساعدة للجهود الإنسانية في غزة. |
| اليونان                  |                              | أقلعت طائرتان عسكريتان يونانيتان من طراز سي-130 يوم الخميس على متنهما 280 طنا من المساعدات الإنسانية. إنه أحد أكبر المساعدات اليونانية من الدم ومشتقاته التي تم تنظيمها، بالإضافة إلى القطرات الوريدية والمضادات الحيوية والمستلزمات الطبية الأخرى. وقال الأمين العام لوزارة الخارجية ثيودوروس سكيلاكاكيس، إن المساعدات هي إحدى أولى المهمات التي ستصل إلى غزة. كانت الشحنة الثانية تتكون أساسًا من المواد الغذائية والأدوية التي جمعتها كنيسة اليونان ووكالات أخرى، وأُرسلت تحت مسؤولية المساعدة اليونانية التابعة لوزارة الخارجية. أُرسلت الشحنة الثالثة إلى غزة من ميناء بيريوس في 19 يناير، بحضور وزيرة الخارجية دورا باكويانيس ورئيس أساقفة أثينا وكل اليونان إيرونيموس من كنيسة اليونان. وأعلن وزير الخارجية عن مزيد من المساعدات "بحماسة أكبر لأن الممرات الإنسانية مفتوحة الآن وبالتالي يمكن أن تصل المساعدات بسرعة. بغض النظر عن المبلغ الذي نرسله، بالطبع هناك حاجة دائمًا إلى المزيد. لذلك، ستجمع جميع الوكالات المنسقة في اليونان والحكومة بالطبع، وكنيسة اليونان قوتنا لتمكيننا من تحقيق أفضل النتائج الممكنة". |
| الهند                    | 1.000                        | قال المتحدث باسم وزارة الشؤون الخارجية فيشنو براكاش اليوم: "استجابةً لـ" النداء العاجل "الذي قدمته وكالة رعاية اللاجئين التابعة للأمم المتحدة (الأونروا)، قررت الحكومة الهندية تقديم مساعدة بقيمة مليون دولار أمريكي لاستخدامها من قبل وكالة رعاية اللاجئين التابعة للأمم المتحدة (الأونروا). وكالة لتوفير الملاجئ، والمساعدات النقدية، والمستلزمات المنزلية الأساسية، وما إلى ذلك، للأسر المتضررة في غزة ". |
| إندونيسيا                | 1.000                        | بالإضافة إلى المساعدات، تعهدت الحكومة بتوفير طنين من الإمدادات الطبية. أرسلت المنظمات الإسلامية في إندونيسيا مساعدات إنسانية إلى غزة بقيمة 200 ألف دولار أمريكي. |
| إيران                    | 2.500                        | وأرسلت الحكومة طائرات محملة بالمساعدات، بما في ذلك الأدوية إلى غزة والعديد من السفن التي تنقل المساعدات إلى قطاع غزة. كما طالبوا مصر بفتح حدودها حتى تتمكن (إيران) من إرسال المزيد من المساعدات، بما في ذلك النفط والاحتياجات البشرية الأساسية مثل الملابس والاحتياجات الميكانيكية الأخرى. |
| جمهورية أيرلندا          | 0.680                        | 500000 يورو كمساعدات إنسانية لغزة. |
| إسرائيل                  | 1.000                        | نُقل المدنيون الفلسطينيون المصابون إلى المرافق الطبية الإسرائيلية لتلقي العلاج، بما في ذلك مستشفى برزيلاي في عسقلان - الذي كان تحت قصف صواريخ حماس أثناء الحرب - ومستشفى شنايدر للأطفال. تعمل Magen David Adom، النسخة الإسرائيلية من الصليب الأحمر، بشكل مكثف على الحدود بين إسرائيل وغزة لعلاج الجرحى، مع وجود 600 سيارة إسعاف على مدار الساعة. تبرعت منظمة أطباء من أجل حقوق الإنسان - إسرائيل بحوالي مليون دولار لشراء معدات طبية وأدوية لسكان غزة. |
| إيطاليا                  | 4.130                        | تبلغ القيمة الإجمالية للمساعدات الطارئة المقدمة إلى العديد من وكالات الأمم المتحدة إما في شكل تبرعات أو مساعدات حوالي 3،200،000 يورو. كانت إيطاليا أول دولة أوروبية تساهم بالمساعدات. |
| اليابان                  | 10.000                       | تعهدت بتقديم مساعدات إنسانية. |
| الأردن                   |                              | أرسلت الهيئة الخيرية الأردنية الهاشمية قافلةً مكونة من 15 شاحنة محملة بثلاث وحدات غسيل كلوي وجهاز تنفس، بينما كانت سيارتان تحملان الخبز والثالثة محملة بزجاجات مياه الشرب. |
| الكويت                   | 534.000                      | طائرتان عسكريتان مع مساعدات إنسانية. حملت الطائرة الأولى 10 أطنان من مساعدات الإغاثة مع المواد الغذائية والإمدادات الطبية على متنها. سيتم إرسال الطائرة الثانية وعلى متنها سيارتي إسعاف وإمدادات غذائية وطبية. وجاءت العون بناء على تعليمات من الأمير صباح الأحمد الجابر الصباح . كما أعلن سمو الأمير أن الكويت ستتبرع بمبلغ 34 مليون دولار أمريكي لتلبية الاحتياجات الفورية لوكالة غوث وتشغيل اللاجئين الفلسطينيين (الأونروا) في الأراضي الفلسطينية. أعلن الأمير عن تبرع إضافي بقيمة 500 مليون دولار للأونروا. |
| لبنان                    | 1.000                        | المساعدات التي تم التعهد بها. |
| ليبيا                    |                              | وقد أرسل طائرة تحمل مساعدات إلى العريش إلى غزة. |
| لوكسمبورغ                | 0.685                        | يهدف برنامج الطوارئ هذا إلى توفير حصص غذائية أساسية، وتوفير مأوى مؤقت لـ 5000 شخص نازح بسبب النزاع، وتقديم الدعم المالي للأسر الفلسطينية المتضررة للمساعدة في تغطية الرعاية الطبية المطلوبة، وتوفير 500000 لتر من الوقود للبلديات والوكالات الأخرى التي تقدم الخدمات العامة السكان في قطاع غزة. |
| ماليزيا                  | 1.000                        | ليتم التبرع بها عبر Mercy Malaysia . |
| المغرب                   |                              | تم إرسال طائرتين تحملان 63 طناً: 15 طناً من الأدوية، و 20 طناً من الدقيق، وثمانية أطنان من السكر، وثمانية أطنان من زيت الطهي، وستة أطنان من الحليب، و 4.5 أطنان من الجبن، و 1.5 طن من الشاي. كما تم في الرفع الجوي نقل ثلاثة آلاف بطانية لغزة. وقال المغرب إنه مستعد لرعاية 200 جريح فلسطيني. |
| هولندا                   | 4.000                        | تعهد وزير التعاون التنموي بيرت كوندرز بتقديم ثلاثة ملايين يورو لمساعدة قطاع غزة. سيذهب مليوني يورو إلى وكالة غوث وتشغيل اللاجئين الفلسطينيين التابعة للأمم المتحدة (أونروا). وسيتم منح المليون يورو المتبقية إلى الهلال الأحمر. |
| نيوزيلندا                | 0.546                        | وأشارت وزارة الخارجية إلى أن نيوزيلندا تقدم مساهمة سنوية لصندوق الأمم المتحدة لمواجهة الطوارئ، وهو ما تعتبره كافيا وأنه لن يكون هناك حاليا أي مساعدات إضافية للشرق الأوسط. ومع ذلك، في 19 كانون الثاني (يناير)، قال وزير الخارجية موراي ماكولي إن "هناك حاجة ملحة للمساعدة الإنسانية في غزة، ووقف إطلاق النار يوفر نافذة لوكالات الإغاثة لتقديم تلك المساعدة" وأن نيوزيلندا ستتبرع بمليون دولار نيوزيلندي إلى منظمة "ريد". الصليب لتوفير الإمدادات الطبية اللازمة بشكل عاجل ومياه الشرب المأمونة للسكان المدنيين في غزة، ولرعاية المتضررين من النزاع. |
| النرويج                  | 4.320                        | وباعتبارها واحدة من أوائل الدول الغربية التي اعترفت بالحكومة التي تقودها حماس في عام 2007، قدمت النرويج تبرعاتها في شكل "مساعدة فورية" لغزة. |
| سلطنة عمان               |                              | تشمل الإمدادات المقدمة الأدوية ومولدات الطاقة والمعدات الطبية. |
| بولندا                   | 0.350                        | قامت وزارة الخارجية، استجابة للنداء الصادر عن وكالة الأمم المتحدة لإغاثة وتشغيل لاجئي فلسطين في الشرق الأدنى (الأونروا)، بإرسال 250 ألف يورو على الفور لمساعدة المتضررين في السلطة الفلسطينية. |
| البرتغال                 | 0.400                        | قامت وزارة الخارجية، استجابة للنداء الذي أصدرته وكالة الأمم المتحدة لإغاثة وتشغيل لاجئي فلسطين في الشرق الأدنى (الأونروا)، بإرسال 400 ألف يورو على الفور لمساعدة سكان غزة. |
| قطر                      | 1.140                        | تعهدت منظمة أيادي الخير نحو آسيا (روتا) بتقديم مليون دولار كمساعدات إنسانية للفلسطينيين الذين يعيشون في قطاع غزة. قامت قطر الخيرية، وهي منظمة غير حكومية، بتسليم إمدادات طبية بقيمة 140 ألف دولار إلى مستشفيات وزارة الصحة الفلسطينية. |
| روسيا                    |                              | 60 طنا من الخيام والأدوية والمواد الغذائية. أمر الرئيس ديمتري ميدفيديف بإرسال مساعدة إضافية. |
| السعودية                 | 1،000.000                    | أعلن الملك عبد الله بن عبد العزيز التبرع لإعادة إعمار غزة في القمة الاقتصادية للجامعة العربية في الكويت. كما أطلقت السعودية "حملة خادم الحرمين الشريفين لتقديم الإغاثة الإنسانية للشعب الفلسطيني في غزة". هذا الجهد هو جهد وطني يتم تنسيقه من قبل عدد من الكيانات، بما في ذلك ممثل عن الحكومات الإقليمية. من خلال هذا الجهد تم جمع 6.5 مليون دولار. تم إرسال مبلغ 6 ملايين دولار إلى الأونروا لتوفير الغذاء لسكان غزة و 500000 دولار لشراء الوقود الذي توفره الأونروا للسلطات المحلية والمرافق في غزة لضخ المياه وحرق النفايات، وكلاهما عمليتان أساسيتان لمنع تفشي الأمراض. |
| جنوب إفريقيا             |                              | 84 طنًا من الإمدادات بما في ذلك: المعدات الطبية والأدوية والمستلزمات الطبية الأخرى والمكملات عالية الطاقة والبروتين وجص باريس والمياه المعبأة وزيت الطهي ومسحوق الحليب وبسكويت الجلوكوز والمولدات والبطانيات والحفاضات التي تستخدم لمرة واحدة، كما تم نقل فريق مكون من 25 جنوبًا. أطباء وصحفيون أفارقة إلى غزة. كما تشمل شحنة المساعدات الإنسانية سيارة إسعاف تحمل جميع المعدات الحيوية للإجراءات الطبية. |
| كوريا الجنوبية           | 0.300                        | المساعدات الإنسانية. |
| إسبانيا                  | 6، .500                      | ساهمت الحكومة الإسبانية بمبلغ 5 ملايين يورو للأونروا استجابة لنداء الوكالة العاجل لغزة. هذه المساهمة "غير مخصصة"، تقديراً لأهمية المرونة في تنفيذ استجابة الأونروا لاحتياجات الإنعاش المبكر. كما أرسلت إسبانيا 104 أطنان من المساعدات الإنسانية في ثلاث شحنات. |
| السويد                   | 2.200                        | تُمنح لصندوق تديره الأمم المتحدة لغزة على دفعتين. وقالت الوكالة السويدية للتنمية الدولية إن الأموال تستخدم في المستشفيات والأدوية والمواد الغذائية. |
| سويسرا                   | 2.700                        | قدمت سويسرا مساعدات إنسانية للسكان المدنيين في قطاع غزة والضفة الغربية. القدس الشرقية: 12 مليون فرنك سويسري في عام 2008. في 9.1.2009 تقرر منح 3 ملايين إضافية. |
| سوريا                    |                              | أرسلت سوريا 600 طن من المواد الغذائية والإمدادات الطبية والبطانيات والملابس الشتوية وغيرها من الاحتياجات الإنسانية الأساسية في ثلاث قوافل مساعدات. |
| تايلاند                  | 0.028                        | ستقدم تايلاند مساهمة مالية فورية بقيمة 28،000 دولار أمريكي لوكالة الأمم المتحدة لإغاثة وتشغيل لاجئي فلسطين في الشرق الأدنى (الأونروا) لتلبية الاحتياجات الطارئة للأشخاص المتضررين من النزاع في غزة. |
| تونس                     |                              | قرر الرئيس زين العابدين بن علي إرسال مساعدات تعبيرا عن التضامن مع الشعب الفلسطيني. وتألفت المساعدات من 16 طنا من الأدوية والمواد الغذائية والبطانيات والخيام. |
| تركيا                    | 63.000                       | تم التبرع بـ 63 مليون دولار، 11000 صندوق من المواد الغذائية و 100 شاحنة من الأدوية والمواد الغذائية والمساعدات الإنسانية، وتم التبرع بـ 5 سيارات إسعاف. |
| الإمارات العربية المتحدة | 91.300                       | جمعت الإمارات 85.8 مليون دولار في الأيام الأولى من حملة لجمع المساعدات للضحايا الفلسطينيين. كما تبرعت الإمارات العربية المتحدة بمبلغ 5.5 مليون دولار للصليب الأحمر / الهلال الأحمر. |
| المملكة المتحدة          | 40.000                       | وسيتم التبرع على شكل مواد غذائية ووقود وادوية لغزة. |
| الولايات المتحدة         | 20.300.0000                  | قال الرئيس جورج دبليو بوش: "نحن نهتم بأهل غزة، ولذلك قدمنا ملايين الدولارات من المساعدات الجديدة للأمم المتحدة". سمح الرئيس باراك أوباما باستخدام 20.3 مليون دولار لتمويل المساعدات الإنسانية الفورية للاجئين الفلسطينيين وضحايا الصراع في قطاع غزة. |
| فنزويلا                  |                              | أرسل فنزويلي طائرة محملة بأول 80 طناً من الأدوية والأغذية والمياه، برفقة فرقة العمل سيمون بوليفار و 30 طبيباً فنزويلياً. أرسلت فنزويلا دفعة ثانية من المساعدات الإنسانية - 84 طناً من المساعدات تشمل 50 طناً من الغذاء، و 19 طناً من الأدوية والمواد الطبية، و 10 أطنان من المياه، وخمسة أطنان من السلع. |
| فيتنام                   | 0.200                        | منحت الحكومة الفيتنامية 200.000 دولار أمريكي كمساعدات إنسانية طارئة للفلسطينيين في غزة. تم توجيه الأموال عبر وكالة الأمم المتحدة لإغاثة وتشغيل اللاجئين الفلسطينيين في الشرق الأوسط (الأونروا). |
| اليمن                    |                              | أعدّت اليمن 42 طنا من المساعدات لأهالي غزة. كما أعلن اليمن استعداده لاستقبال 500 مصاب فلسطيني من قطاع غزة وعلاجهم في المستشفيات اليمنية. |

- مُلاحظة: لا يوجد إدخال في عامود "المساعدات (بالدولار الأمريكي)" يشير إلى أن المبلغ غير معروف حاليًا.

## الصعوبات